# Comisión para la Paz
La Comisión para la Paz fue un organismo de investigación en materia de derechos humanos que funcionó en Uruguay a principios del milenio. 

## Trasfondo
Uruguay vivió una dictadura cívico-militar entre 1973 y 1985. El final de la misma estuvo marcado por el pacto del Club Naval en 1984 y la aprobación de la Ley de Caducidad de la Pretensión Punitiva del Estado en 1986, que muchos consideraron inconstitucional, no obstante lo cual fue ratificada por un referéndum popular en 1989. Entre 1985 y 1999, el sistema político tuvo un manejo discutible de la problemática de la violación a los derechos humanos durante el periodo de facto, y siempre quedaron muchas personas dolidas con lo que consideraron un injusto final de la dictadura.

## Historia
Fue creada por resolución de la Presidencia de la República N° 858/000 del 9 de agosto de 2000.
Con la creación de la Comisión para la Paz, el presidente Jorge Batlle pretendió una solución definitiva al problema de los detenidos-desaparecidos durante el gobierno cívico-militar que gobernó Uruguay entre 1973 y 1985. Estuvo integrada por:
- Nicolás Cotugno, arzobispo de Montevideo;
- José Claudio Williman, abogado y político del Partido Nacional;
- Gonzalo Fernández, abogado penalista, representante del Frente Amplio y asesor de Tabaré Vázquez;
- Carlos Ramela Regules, abogado representante del Partido Colorado y asesor del presidente Jorge Batlle;
- Luis Pérez Aguirre, sacerdote jesuita fundador de la sección uruguaya del Servicio Paz y Justicia (SERPAJ);
- José D'Elía, sindicalista de larga trayectoria y exsecretario General de la central sindical PIT-CNT.[2]

Los cometidos de la Comisión para la Paz eran:
1. Recibir, analizar, clasificar y recopilar información sobre las desapariciones forzadas ocurridas durante el gobierno cívico-militar.
2. Recibir documentos y testimonios, debiendo mantener estricta reserva sobre sus actuaciones y la absoluta confidencialidad de las fuentes de donde resulte la información obtenida.
3. Elevar la información recibida a la Presidencia de la República, en la medida que entienda que son necesarias actuaciones tendientes a verificar y/o precisar su contenido, para que ésta disponga las averiguaciones que considere pertinentes.
4. Elaborar un informe final con sus conclusiones, que debía incluir sus sugerencias sobre las medidas legislativas que pudieren corresponder en materia reparatoria y de estado civil, así como un resumen individual sobre cada caso de detenidos-desaparecidos que fuera puesto a su consideración.[3]

Esta Comisión elaboró un informe sobre 260 denuncias de uruguayos detenidos-desaparecidos en Uruguay, Argentina, Chile, Paraguay y Brasil. Dicho informe fue presentado el 10 de abril de 2003 y confirmó la gran mayoría de las denuncias recibidas sobre situaciones ocurridas en Uruguay y buena parte de las denuncias referidas a situaciones ocurridas en el exterior.

## Resultados

### Informe preliminar
| Denuncias                  | Presentadas | Confirmadas | Confirmadas parcialmente | Ni confirmadas ni descartadas | Descartadas | Aclaradas | En trámite |
| Uruguayos adultos          | 228         | 88          | 83                       | 4                             | 50          | 3         | 0          |
| Desaparecidos en Uruguay   | 39          | 31          | 1                        | 2                             | 5           | 0         | 0          |
| Desaparecidos en Argentina | 179         | 57          | 73                       | 2                             | 44          | 3         | 0          |
| Desaparecidos en Chile     | 7           | 0           | 7                        | 0                             | 0           | 0         | 0          |
| Desaparecidos en Paraguay  | 2           | 0           | 2                        | 0                             | 0           | 0         | 0          |
| Desaparecidos en Brasil    | 1           | 0           | 0                        | 0                             | 1           | 0         | 0          |
| Niños                      | 32          | 1           | 0                        | 0                             | 26          | 0         | 5          |
| Total                      | 260         | 89          | 83                       | 4                             | 76          | 3         | 5          |

### Informe final
| Denuncias                           | Presentadas | Confirmadas | Confirmadas parcialmente | Ni confirmadas ni descartadas | No confirmadas | Descartadas | Aclaradas | En trámite | Sin información |
| Uruguayos adultos                   | 227         | 83          | 80                       | 3                             | 1              | 56          | 4         | 0          | 0               |
| Desaparecidos en Uruguay            | 32          | 26          | 0                        | 1                             | 1              | 4           | 0         | 0          | 0               |
| Desaparecidos en Argentina          | 182         | 55          | 73                       | 2                             | 0              | 49          | 3         | 0          | 0               |
| Desaparecidos en Chile              | 8           | 0           | 7                        | 0                             | 0              | 1           | 0         | 0          | 0               |
| Desaparecidos en Paraguay           | 2           | 2           | 0                        | 0                             | 0              | 0           | 0         | 0          | 0               |
| Desaparecidos en Brasil             | 1           | 0           | 0                        | 0                             | 0              | 1           | 0         | 0          | 0               |
| Desaparecidos en Colombia           | 1           | 0           | 0                        | 0                             | 0              | 1           | 0         | 0          | 0               |
| Desaparecidos en Bolivia            | 1           | 0           | 0                        | 0                             | 0              | 0           | 1         | 0          | 0               |
| Argentinos desaparecidos en Uruguay | 6           | 5           | 1                        | 0                             | 0              | 0           | 0         | 0          | 0               |
| Niños                               | 40          | 1           | 0                        | 0                             | 0              | 33          | 0         | 6          | 0               |
| Cuerpos NN                          | 26          | 0           | 0                        | 0                             | 0              | 0           | 1         | 13         | 12              |
| Total                               | 299         | 89          | 81                       | 3                             | 1              | 89          | 5         | 19         | 12              |

Por decreto del 16 de abril de 2003, el Poder Ejecutivo aceptó en todos sus términos las conclusiones del Informe Final de la Comisión para la Paz, asumiendo que las mismas constituían la versión oficial sobre la situación de los detenidos-desaparecidos durante el gobierno cívico-militar.
Por resolución presidencial del 8 de mayo de 2003 se resolvió autorizar a la Comisión para la Paz a entregar a la justicia la ficha individual correspondiente a Elena Quinteros incluida en el Anexo N° 2 del informe final. Por resolución presidencial del 9 de noviembre de 2004 se ratificó la autorización otorgada a la Comisión para la Paz por la resolución del 8 de mayo de 2003.

## Secretaría de seguimiento
Luego de producido el informe final, continuó funcionando en el ámbito de la Presidencia de la República, una Secretaría de Seguimiento de la Comisión para la Paz. 
El 26 de diciembre de 2006, por Resolución presidencial N° 832/006, se declaró culminada la primera etapa de la investigación de las desapariciones forzadas perpetradas en el territorio nacional. En el numeral 4 de dicha resolución, se estableció la publicación de los informes elevados por los Comandantes en Jefe de las Fuerzas Armadas, como también el informe elaborado por la Universidad de la República. 
En 2007, por Resolución presidencial N°297/007 y en cumplimiento del artículo 4° de la Ley N° 15.848, el 14 de mayo se solicitó la publicación de la “Investigación Histórica sobre Detenidos Desaparecidos”, la cual fue plasmada en cinco volúmenes realizados por el equipo de historiadores uruguayos José Pedro Barrán, Gerardo Caetano y Álvaro Rico.  El 17 de diciembre de 2007, por Resolución presidencial N° 812/007, se procedió a reorganizar la Secretaría y se la dotó de mayores recursos. Se designó, dentro de dicha Secretaría, un coordinador y tres asesores, uno en representación de la Asociación de Familiares de Detenidos-Desaparecidos y dos en representación de la Universidad de la República.
En agosto de 2011, luego de la sentencia emitida por la Corte Interamericana de Derechos Humanos en el caso Gelman vs. Uruguay, se crea una Comisión Interministerial, conformada por la Coordinadora de la Secretaría de Seguimiento junto a miembros designados por los ministerios de Educación y Cultura, Relaciones Exteriores, Defensa Nacional e Interior. Dicha Comisión tendría el fin de supervisar el cumplimento de lo dictado por la Corte Interamericana de Derechos Humanos así como definir políticas para esclarecer los hechos, como también coordinar con los diferentes organismos nacionales e internacionales con el fin de lograr los objetivos encomendados.
Se asignó entonces a la Secretaría de Seguimiento de la Comisión para la Paz de Presidencia de la República la realización de tareas de recepción, análisis, clasificación y recopilación de información sobre las desapariciones forzadas ocurridas. Asimismo, se ordenó la creación de una Base de Datos Unificada y la creación de un Banco de muestras genéticas, en la órbita del Instituto Nacional de Donación y Trasplante de Células, Órganos y Tejidos, del Ministerio de Salud Pública.
El 1° de agosto de 2013, por Resolución presidencial N°463/013, se modificó el nombre de la Secretaría, que pasó a denominarse Secretaría de Derechos Humanos para el Pasado Reciente, ampliando sus cometidos en materia de investigaciones y, entre otros aspectos, indicando la cooperación con la Unidad Especial para causas de Derechos Humanos, creada en la órbita del Ministerio del Interior con el fin de auxiliar en las investigaciones judiciales. La anterior resolución dejó asentado que la Secretaría contaría con una Secretaría administrativa que dependería de la Dirección General y que tendría a cargo las funciones y gestiones administrativas. También contaría con equipos de investigación en las áreas de historia y antropología forense, un equipo de archivólogos que tendría a su cargo el archivo de la Secretaría y la base de datos unificada y por último, una Unidad de comunicaciones e informática.
El 4 de diciembre del mismo año, bajo por Resolución presidencial N°805/013, se aprobó el “Protocolo de Procedimientos a seguir en la búsqueda, recuperación y análisis de restos óseos de personas detenidas-desaparecidas”. Dicho protocolo concordaba con la ordenanza que había emitido la Corte Interamericana de Derechos Humanos al Estado uruguayo en la sentencia del caso Gelman vs. Uruguay.
Por Decreto N° 131/2015, Presidencia de la República creó el Grupo de Trabajo por Verdad y Justicia, como organismo autónomo e independiente, cuyo cometido esencial era investigar los crímenes de lesa humanidad cometidos por agentes del Estado o aquiescencia de éste, en los años “… comprendidos del 13 de junio de 1968 hasta el 26 de junio de 1973 y del 27 de junio de 1973 hasta el 28 de febrero de 1985 (Ley N° 18596 del 18 de septiembre de 2009)”.
La Secretaría de Derechos Humanos para el Pasado Reciente pasó a constituir el soporte funcional y administrativo del Grupo de Trabajo por Verdad y Justicia. Esta Secretaría pasó a depender administrativamente de la Secretaría de Presidencia de la República.
El 25 de septiembre del 2019, por Ley N°19.822, se cometió a la Institución Nacional de Derechos Humanos y Defensoría del Pueblo (INDDHH) la búsqueda de las personas detenidas y desaparecidas en el marco de la actuación ilegítima del Estado ocurrida entre el 13 de junio de 1968 al 26 de junio de 1973, así como durante el terrorismo de Estado desplegado entre el 27 de junio de 1973 al 28 de febrero de 1985. En cumplimiento de esta ley, el equipo de antropología forense pasó a depender de la INDDHH. El Poder Ejecutivo proveería los recursos financieros para cumplir con el cometido de la ley, sobre la base de lo asignado a la Secretaría de Derechos Humanos para el Pasado Reciente y del Grupo de Trabajo por Verdad y Justicia.
El 29 de febrero del 2020 dejó de funcionar el Grupo de Trabajo por Verdad y Justicia, entregando un Informe Final con el recuento de su gestión comprendida desde su creación el 19 de mayo del 2015 por Decreto 131/2015.

## Repercusiones

### Cuestionamientos
Esta Comisión fue muy discutida. Hubo varios actores que la consideraron "un nuevo intento por impedir las investigaciones a fondo en materia de derechos humanos".
Para Gonzalo Fernández, la creación de la Comisión "era sin duda mejor que nada y era sin duda un cambio radical en relación a lo que había sucedido con anterioridad con los gobiernos instalados a partir de la restauración de la democracia".
Luego de publicado en informe final, en abril de 2003, la organización Madres y Familiares de Uruguayos Detenidos-Desaparecidos emitió un comunicado en el que afirmó que "como era de esperar, varios voceros han sostenido que el Informe Final constituye un punto final al tema de los desaparecidos. No creemos que ello sea así". Asimismo, abogó porque "el debate público se centre en cómo, a partir del conocimiento oficial de parte de los hechos, podemos seguir avanzando en el conocimiento de la verdad total y cómo la sociedad genera los mecanismos para hacer posible que nunca más se repita lo que ahora se comienza a conocer."

### Segundo vuelo de la muerte
En el año 2001, grupos de familiares de detenidos-desaparecidos criticaron a la Comisión por no haber avalado datos y testimonios que se referían a la existencia de al menos un segundo vuelo de la muerte que trasladó prisioneros desde Buenos Aires hacia Montevideo con el fin de ejecutarlos y desaparecerlos. Esta versión, que no fue incluida en el informe final de la Comisión, se confirmó cierta en el año 2007.

### Caso Julio Castro
A partir del hallazgo de los restos del maestro Julio Castro, se intensificaron los cuestionamientos respecto al informe final de la "Comisión para la Paz", ya que este especificaba que Castro había muerto en 1977 a consecuencia de las torturas a las que fue sometido, para ser luego enterrado y posteriormente exhumado, sus restos incinerados y arrojados en 1984 al Río de la Plata en el marco de la "Operación Zanahoria". No obstante, en octubre de 2011, esta versión se confirmó falsa, cuando se comprobó que los restos hallados en el Batallón de Infantería Paracaidista Nº 14, correspondían a Julio Castro. Los mismos fueron encontrados en un predio lindero al establecimiento militar el 21 de octubre de 2011, determinándose, posteriormente a nivel judicial, que la causa más probable de la muerte habría sido un disparo de arma de fuego a nivel craneal. Esta constatación cubrió de una sombra de duda el resto de las conclusiones de la Comisión para la Paz.

## Documental
La Comisión para la Paz, así como el caso Gelman, tienen destaque en el documental de 2024 Jorge Batlle: entre el cielo y el infierno, dirigido por Federico Lemos.